# 럭비
럭비 풋볼(영어: rugby football), 또는 단순히 럭비(영어: rugby, 문화어: 투구)는 손과 발을 이용한 구기 스포츠이며, 풋볼의 일종이다. 잉글랜드에서 만들어졌으며, 럭비 유니온과 럭비 리그로 나뉜다. 대한민국에서 일반적으로 말하는 럭비는 럭비 유니온을 말한다. 1920년대 일본인에 의해 한반도에 처음 소개됐고 대한민국의 럭비팀은 61개다.(2006년 7월 기준)
두 팀이 직사각형의 경기장에서 타원형의 럭비공을 H-자 형으로 생긴 상대편의 골대나 엔드라인 너머로 보내 득점하는 것이 목적이다. 식스 네이션스(six-nations)라 불리는 유럽 나라들과 트라이 내이션스의 SANZAR국가들, 오세아니아, 남아프리카, 아르헨티나 등에서 많은 인기를 얻고 있는 종목이다.
2016년 하계 올림픽부터 7인제 럭비의 남녀부문이 정식종목으로 채택되었다.

## 역사

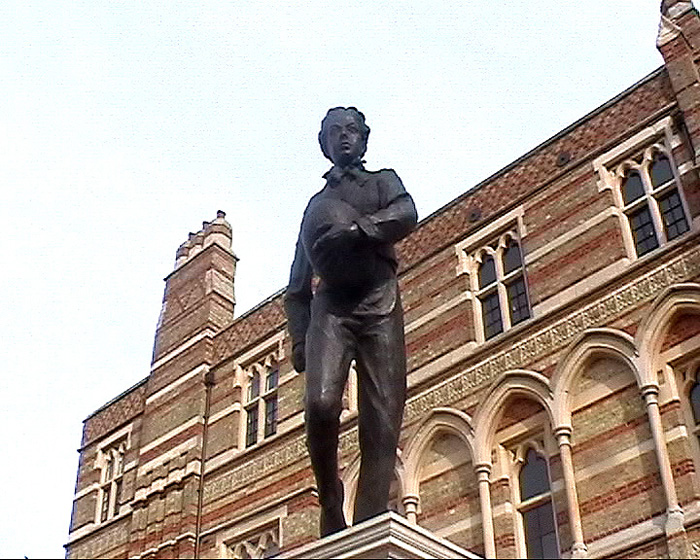
럭비 스쿨에 서 있는 웹 엘리스의 동상

19세기 이전까지 럭비의 역사는 축구와 궤를 같이 한다. 1823년 잉글랜드의 유명 사립학교인 럭비 스쿨에서 풋볼 경기 중에 윌리엄 웹 엘리스(William Webb Ellis)라는 학생이 공을 손으로 들고 달리기 시작한 것이 기원으로 전해지지만, 후세의 창작이라는 설도 있다. 어쨌든 19세기 초 손을 이용해 볼을 들고 달렸던 형태의 풋볼 경기가 같은 이름의 지역에서 행해진 것은 확실하다. 당시 이튼, 해로우, 럭비 등 유명 사립학교들은 독자적인 규칙으로 풋볼 경기를 진행하고 있었다.
엘리스는 실존한 인물로, 옥스퍼드 대학을 졸업한 후, 신부가 되었다고 전해진다. 그를 기리기 위해 현재 럭비 월드컵에서 우승컵의 이름은 웹 엘리스컵(Webb Ellis Cup)이라 부르고 있다.
공을 손으로 들고 달리는 것은 1830년대에 럭비 스쿨에서 흔한 일이 되었고, 럭비 스쿨 풋볼은 1850년대와 1860년대에 영국 전역에서 인기를 끌게 되었다. 특히, 1845년에는 럭비 스쿨에서 3명의 학생들로부터 럭비 풋볼(Rugby Football)이라고 불리는 풋볼 규칙이 최초로 제정되기도 하였다. 그러므로 공식적으로 럭비가 축구보다 규칙이 먼저 제정되었다. 19세기 중반 잉글랜드에서는 오로지 사립 학교에서 발전되고 분명한 규칙을 갖추게 된 풋볼 유형들만이 사회적 인정을 받았고, 그 중에서 자기 학교 밖으로까지 확산될 수 있었던 것은 오로지 럭비 풋볼뿐이었다.
이후 영국에서 현재의 럭비와 축구 규정이 혼용되고 있을 때였던 1863년 향후 두 종목의 분열을 가르게 될 회의가 소집되었다. 이 회의는 잉글랜드 축구 협회 (The Football Association)의 조직을 위해 17명의 관계자가 모여 축구 경기의 규칙 제정을 목표로 진행됐다. 이 회의에서는 경기 중 '손으로 공을 들고 다녀도 되느냐'는 '핸들링'의 문제뿐 아니라 , '상대편 선수가 자유롭게 공을 빼앗기 위해 넘어뜨리거나, 붙잡거나, 저지하거나, 상대방의 정강이를 차서 넘어뜨리는 해킹(Hacking)을 해도 되느냐' 가 핵심 쟁점으로 떠올랐고, 관계자들의 의견이 첨예하게 대립했다. 
논쟁이 발생한 두 가지 규칙은 다음과 같다:
IX. 만약 선수가 정당하게 공을 잡았거나, 첫 번째 바운드에 공을 잡았으면 선수는 상대방의 골문을 향해 공을 가지고 뛸 수 있다; 그러나 정당하게 공을 잡았을 경우에 만약 그 선수에게 수비가 있을 경우에는 달릴 수 없다.
X. 어느 선수든지 공을 가지고 상대방의 골문으로 있다면, 반대편의 어떤 선수라도 저지하고, 붙잡고, 발을 걸거나 정강이를 차거나 공을 비틀어 빼앗을 수 있는 자유가 있다. 그러나 누구든지 붙잡고 정강이를 차는 것을 동시에 하면 안 된다.
결국 이 회의에서 축구 협회(The FA)는 손의 사용을 최소화하고 '해킹'을 규정에서 삭제하면서 '축구'와 '럭비' 사이의 분열을 공식화하며 결성하게 되었다. 회의에 참석했던 블랙히스 럭비 클럽(Blackheath Club)은 해킹(Hacking)은 풋볼의 필수 요소라며, 규칙 제정에 만족하지 못하고 탈퇴하였고, 다른 럭비 클럽들은 이 선례를 따라 축구 협회(Football Association)에 가입하지 않았다.
결국 1863년 잉글랜드 축구 협회 (The Football Association)가 설립되었고, 1870년 12월 4일, 리치몬드의 에드윈 애쉬(Edwin Ash)와 블랙히스의 벤자민 번스(Benjamin Burns)는 타임즈에 "럭비 클럽들마다 각기 다른 규칙들을 가지고 있기 때문에 럭비 형태의 경기를 하는 사람들은 연습 코드를 만들기 위해 만나야 한다"고 제안하는 편지를 실었고, 1871년 1월 26일 럭비 풋볼 유니온(RFU, Rugby Football Union)을 설립하게 되어 럭비만의 규칙을 정립하게 된다. 그 해 3월 28일 스코틀랜드와 잉글랜드의 첫 럭비 국제 경기가 에딘버러에서 열리게 되었다. 이때 양 팀 선수는 20명이었으며, 주심이 없었기 때문에 양 팀 주장이 중재자 역할을 하였다. 1886년에는 럭비 규칙을 제정하고 국제적인 럭비 행정을 총괄하는 기구로 국제 럭비 평의회(IRB, International Rugby Board)가 창설되었고, 1890년 럭비 유니온이 그를 승인하게 된다.
1895년 8월 29일 맨체스터 등 노동자층 위주로 구성된 잉글랜드 북부의 21개 클럽이 상류 계층 위주로 구성된 럭비 유니온의 아마추어리즘의 고수 문제를 둘러싸고 유니온과 갈등을 빚고, 럭비 유니온을 탈퇴하였다. 그들은 웨스트요크셔주 허더스필드에서 현재의 럭비 리그인 노던 럭비풋볼 유니온(Northern Rugby Football Union)을 만들고 독자적인 룰을 발전시키면서 프로화를 진행, 1901년부터 리그를 시작하게 된다. 럭비 리그라는 명칭은 노던 럭비풋볼 유니온이 명칭을 럭비 풋볼 리그(Rugby Football League)로 바꾼 1922년부터 정착되어 현재까지 이어지고 있다. 이렇게 분화된 럭비는 각각 세계로 퍼지며 두 개의 방식이 공존하게 되었다.
1948년 럭비 리그에서도 프랑스 보르도에서 럭비 리그의 국제화를 위해 국제 럭비 리그 연맹(RLIF, Rugby League International Federation)을 창설하였고, 1954년 프랑스에서 최초의 럭비 리그 월드컵을 개최했다.
1995년 8월 26일, IRB에서 럭비 경기에 참가한 선수에 대해 보수나 대가를 지불하는 것에 대한 제한을 공식적으로 철폐(오픈 선언)하면서 럭비 리그에 참여한 선수도 럭비 유니온 클럽이나 경기에 참가할 수 있는 길이 열리게 되었고, 럭비 유니온 팀들 역시 프로화되었다.
영국에서는 유니온과 리그, 양쪽 모두의 규칙을 전후반 번갈아 사용하는 크로스코드 게임(cross-code game)을 하는 경우도 있다.

## 럭비의 확산과 변형
오늘날 대부분의 나라에서 즐기는 럭비는 럭비 유니온 방식이고, 럭비 리그는 상대적으로 적은 나라에서 즐기는 종목이다. 오스트레일리아, 프랑스, 영국, 뉴질랜드에서 프로화 된 럭비 리그를 모두 갖추고 있으며, 특히 파푸아뉴기니에선 국기(國技)로 향유되고 있다. 러시아, 세르비아, 이스라엘, 레바논, 요르단, 남아프리카 공화국, 일본, 캐나다, 미국, 피지, 쿡 제도, 통가에서도 역시 세미프로 리그가 구성되어 있다. (럭비 리그 팀 목록 참조)
반면, 유니온 방식의 럭비는 홈 유니온(Home Union)이라 불리는 잉글랜드, 스코틀랜드, 아일랜드, 웨일스를 비롯해 프랑스, 뉴질랜드, 오스트레일리아, 남아프리카 공화국, 아르헨티나 등이 주도하는 ‘세계적’인 스포츠이다. 아시안 게임에서 15인제와 7인제의 유니온 럭비는 정식 종목으로 채택되어 있고, 하계 올림픽에서도 몇 차례 정식 종목으로 진행된 적이 있다. 아일랜드 더블린에 본부를 두고 있는 IRB에는 2007년 12월 현재 96개국 협회가 가맹되어 있고, 19개 국가가 준회원으로 소속되어 있다. (럭비 유니온 국가대표팀 목록 참조)
럭비는 그밖에 몇 가지 변형을 만들어냈다.
| 현대 럭비 종목 | 럭비에서 파생된 종목 |
| --- | --- |
| - 럭비 유니온 (15인제 럭비) - 7인제 럭비 - 태그 럭비 (신체 접촉을 허용하지 않는 럭비) - 럭비 리그 (13인제 럭비) - 9인제 럭비 - 오즈 태그 (태그 럭비의 오스트레일리아 버전) - 터치 럭비 (신체접촉을 최소화한 럭비) - 비치 럭비 | - 미식 축구 (미국 방식의 풋볼) - 아레나 풋볼 - 플래그 풋볼 - 캐나다식 축구 (캐나다 방식의 풋볼) - 캐나다식 플래그 풋볼 - 오지 풋볼 (오스트레일리아 방식의 풋볼) |

## 경기 방법 및 규칙
양팀의 주장이 토스로 킥업 또는 사이드를 정한 뒤 공을 킥업함으로써 시작된다. 온사이드의 경기자는 스크럼·태클이 된 경우 이외에는 언제든지 공을 차거나 드리블, 또는 가지고 달릴 수 있다. 그런가 하면 손이나 발로 스로·퍼트·녹온하든가 다른 경기자에게 패스 녹온할 수도 있다. 이런 방법으로 공을 상대편 인골까지 가지고 들어가 땅에 찍는 트라이를 하거나, 페널티 킥·드롭 킥 등을 하여 점수를 따낸다. 정해진 시간내에 보다 많은 점수를 얻은 팀이 승리한다.

### 심판
주심 1명과 선심 2명이 경기를 진행한다. 주심은 경기 전체를 통제하며, 선심은 공이 경기장 밖으로 나갔을 때 나간 장소를 알리고, 골킥이 성공했는지를 판정하며, 또한 선수의 반칙을 주심에게 알린다.

### 규칙
럭비의 규칙은 15인제인 유니온과 13인제인 리그의 것이 조금씩 다르다. 뿐만 아니라 각각에서 분화된 7인제 럭비와 9인제 럭비 경기도 있다.
두 종목은 같은 종류의 럭비공을 사용하며, 앞으로 공을 패스하는 것이 허용되지 않고 전진을 위해선 공과 함께 뛰거나 발로 차는 방법만 허용된다는 공통점이 있다. 득점 역시 트라이나 골을 통해서만 가능한데, 트라이는 상대편 진영의 골라인 너머의 지면에 공을 갖다 놓는 것을 말하며, 골은 골 포스트 사이에 있는 크로스바 위로 공을 차 넘기는 것이다. (각각의 배점은 두 방식이 조금씩 다르다.)

## 점수
- 골라인을 터치 즉 트라이 점수 5점.
- 보너스 킥- 럭비공을 땅에 세워 H 골대를 향해 킥을 해서 H 사이로 통과하면 2점.

총 7점
- 상대방이 심한 반칙을 했을 경우 페널티킥이 주어지고 반칙을 한 지점에서 공을 세워놓고 발로 차서 H 골대로 넘어가면 3점 을 획득한다.

## 15인제 와 13인제의 차이점
두 종목의 주요한 차이점은 15명과 13명이 한 팀을 이룬다는 것과 태클 이후 어떻게 진행되느냐에서 드러난다. 럭비 리그에선 두 플랭커들이 빠져 있다. 럭비 리그에서는 유니온과 달리 한 팀이 여섯 차례 태클을 당하는 사이에 득점을 하지 못하면 공의 소유권이 상대팀으로 넘어가기 때문이다. 그 밖에도 여러 소소한 차이들이 존재한다.

## 경기 시설 및 용구
경기장
144×69m의 장방형으로, 골 라인·하프웨이 라인·25야드 라인·데드볼 라인·10m 라인·5m 라인 등의 선이 그어져 있다.
골 포스트
골 라인 중앙에 5.57m 간격으로 높이가 3.05m인 두 기둥을 세우고, 그 위에 크로스바를 가로 얹는다.
공
길이 28-28.6cm, 세로 둘레 76-79cm, 가로 둘레 61-65cm, 무게 383-425g.

## 기술

### 개인 기술
럭비 풋볼의 개인 기술로는 패스·캐치·킥·드리블·세이빙·태클 등이 있다.
패스
럭비 풋볼의 가장 기초가 되는 중요한 기술이다. 공은 옆으로나 뒤로만 패스할 수 있으며, 앞으로는 패스할 수 없다. 항상 두 손으로 공을 잡고 패스하는데, 정지 상태에서 하는 스탠딩 패스와 달리면서 하는 러닝 패스 등이 있다.
캐치
공을 주시하고 두 손을 가볍게 벌려 공을 받는 즉시 다른 동작으로 연결한다.
킥
공은 킥에 의해서만 앞으로 보낼 수가 있다. 펀트 킥·드롭 킥·플레이스 킥 등이 있다.
드리블
달리면서 발의 안쪽과 발등을 사용하여 공을 다루는 기술.
세이빙
상대편의 드리블 공격을 일시적으로 수비하거나, 몸을 옆으로 굴려 공을 끌어안아 상대방의 전진을 막는 기술.
태클
상대편이 공을 가지고 달릴 때 넘어뜨려 전진을 방해하거나 패스 또는 킥을 못하게 막는 기술.

### 집단 기술
집단 기술에는 포워드 플레이·백스 플레이 등이 있다.
포워드 플레이
1. 스크럼：보통 5인 또는 7인 또는 8인의 포워드가 스크럼을 짜는데, 타이트 스크럼이라고도 한다. 스크럼 안에 공이 들어오면 후커는 재빨리 후킹하고 스크럼 밖으로 힐 아웃시키도록 한다. 앞에 3명 중간에 4명 뒤에 1명으로 구성이 된다.
2. 럭：두 팀에서 각각 1명 이상의 경기자가 공이 있는 지점에서 서로 짝을 짓거나, 몸을 밀착시키고 있는 상태로, 루즈 스크럼이라고도 한다.
3. 라인 아웃：볼이 터치 라인 밖으로 나갔을 때 경기를 재개시키는 방법이다.

백스 플레이
스크럼이나 라인 아웃부터 공을 처리하는 기술로 스크럼 하프의 공을 패스하는 작전 등을 익힌다.

## 용어
낫 스트레이트(not straight)
투입된 공이 직선이 아닌 반칙. 라인아웃의 스로인에서는 이 반칙에 대해 상대측은 다시 던지든가 터치라인으로부터 13.5m(15yd) 지점에서 스크럼을 짜든가 어느 한쪽을 선택할 수 있다.
낫 인(not in)
스크럼에 공을 던질 때 정당하게 공이 들어가지 않아 다시 던질 것을 명령하는 일.
낫텐야드(not 10 yards)
킥오프 때 볼이 9m(10yd) 지점까지 이르지 않는 것. 상대는 다시 킥오프를 시키거나 하프웨이 라인의 중앙에서 스크럼을 짤 수 있음.
낫파이브야드(not 5 yards)
라인아웃일 때 공이 4.5m(5yd)에 이르지 않는 것. 상대는 다시 던지거나 13.5m(15yd) 지점에서 스크럼을 짤 수 있음.
녹온(knock on)
공이 경기자의 손이나 팔에 맞아 상대의 데드볼라인 방향으로 나가는 것.
더미(dummy)
패스할 자세를 취하다가 마지막 순간에 공을 손에서 놓지 않고 다시 돌려놓아 상대를 혼란시키는 동작.
브레이크(break)
포워드가 스크럼을 푸는 일.
스로 포워드(throw foward)
공을 상대의 데드볼 라인 방향으로 패스하는 것.
스윙 플레이(swing play)
포워드에게서 힐 아웃된 공을 재빨리 박스로 돌려놓고, 태클 당하면 포워드는 럭이나 몰을 짜서 반대측 오픈사이드로 좌우 패스 공격을 해서 상대 진영을 교란시키고 트라이하는 전법. '흔들어 놓기 전법'이라고도 한다.
스크럼 트라이(scrum try)
스크럼 속에 공을 커트한 채 상대의 인골로 밀어넣어 그라운딩 했을 때의 트라이.
시저스(scissors)
같은 편끼리 서로 반대 방향으로 달려 나와 크로스할 때 패스를 하는 기술. '가위' 모양을 닮았다고 해서 이렇게 부른다.
액시덴털 오프사이드(accidental offside)
공을 가진 경기자가 우연히 자기편 오프사이드의 경기자에게 부딪힌 경우.
언윌풀 오프사이드(unwillful offside)
공을 가지고 전진하는 경기자가 전방의 자기 편에게 무의식적으로 닿은 경우.
오브스트럭션(obstruction)
플레이를 방해하는 행위.
캐리 백(carry back)
필드오브플레이에서 공을 자기편의 골로 들고 들어와 데드가 되었을 경우.
컨버트(convert)
공이 크로스바 위를 완전히 넘어 골인됨.
페어 캐치(fair catch)
상대의 킥·스로 포워드·녹온 등의 공을 직접 잡아내고, 동시에 '마크'라고 외쳐 두 발이 지상에 있는 경우.
프롭(prop)
포워드가 세트 스크럼을 짰을 때 프런트로 양측에 위치하는 경기자.
픽업(pick up)
지상의 공을 집어드는 행위.
필드오브플레이(field of play)
경기를 하는 장소. 곧, 골 라인과 터치 라인에 에워싸인 지역으로, 단 골 라인과 터치 라인은 포함되지 않는다.
휠링(wheeling)
스크럼 속에 공을 둔 채 스크럼을 회전시키면서 드리블 러시하는 공격법.

## 세계 랭킹
- 2021년 1월 기준

### 남자
| 순위 | 국가              |
| ---- | ----------------- |
| 1    | 남아프리카 공화국 |
| 2    | 잉글랜드          |
| 3    | 뉴질랜드          |
| 4    | 프랑스            |
| 5    | 아일랜드          |
| 6    | 호주              |
| 7    | 스코틀랜드        |
| 8    | 아르헨티나        |
| 9    | 웨일스            |
| 10   | 일본              |
| 22   | 홍콩              |
| 31   | 대한민국          |
| 105  | 아메리칸 사모아   |

### 여자
| 순위 | 국가         |
| ---- | ------------ |
| 1    | 잉글랜드     |
| 2    | 뉴질랜드     |
| 3    | 캐나다       |
| 4    | 프랑스       |
| 5    | 호주         |
| 6    | 미국         |
| 7    | 이탈리아     |
| 8    | 아일랜드     |
| 9    | 웨일스       |
| 10   | 스페인       |
| 12   | 일본         |
| 15   | 카자흐스탄   |
| 18   | 홍콩         |
| 23   | 중국         |
| 31   | 싱가포르     |
| 40   | 인도         |
| 43   | 태국         |
| 45   | 우즈베키스탄 |
| 51   | 필리핀       |
| 56   | 바하마       |

## 참고 문헌
- 럭비 종주국의 뿌리를 찾아서

## 같이 보기
- 세계 럭비 연맹
- 럭비 유니언
- 스크럼 (럭비)
- 스크럼 머신
- 풋볼
- 미식축구